# Dahmker
Dahmker là một đô thị thuộc huyện Lauenburg, trong bang Schleswig-Holstein, nước Đức. Đô thị Dahmker có diện tích 2,04 km², dân số thời điểm 31 tháng 12 năm 2006 là 156 người.